# ستيفن ديفيس (صحفي)
ستيفن ديفيس (بالإنجليزية: Stephen Davis)‏ هو صحفي ومؤرخ شؤون الموسيقى أمريكي الجنسية، ولد ديفيس في مدينة نيويورك، ودرس بجامعة بوسطن. بدأ حياته المهنية بالكتابة لصحيفة «بوسطن فينيكس» في عام 1970. كما كتب في رولينج ستون، ونيويورك تايمز، وبوسطن غلوب والعديد من الصحف والمجلات الأخرى.
كما أخرج كتب وتحقيقات عن السيرة الذاتية لفنان موسيقى الريغي بوب مارلي تعتبر مرجعا للنقاد، مع كتاب سيرة أرملة الفنان ريتا مارلي.